# Gordon Daniel
Gordon Daniel (século XX — Cornwall, agosto de 2009 é um sonoplasta estadunidense. Venceu o Oscar de melhor edição de som na edição de 1983 por Grand Prix.